# 黄金宝冠
《黄金宝冠》（A Golden Crown）是美国HBO播出的历史奇幻电视剧《权力的游戏》第一季第六集。本集剧本由简·埃斯彭森以及该剧主创大卫·贝尼奥夫和D·B·魏斯共同撰写，故事则出自贝尼奥夫和魏斯之手，并由丹尼尔·米纳汉执导，这也是他在该系列中的导演首秀。本集于2011年5月22日首播。
本集聚焦七大王国政治平衡的崩坏：劳勃国王外出狩猎期间，奈德·史塔克不得不应对兰尼斯特家族的步步紧逼；鹰巢城内，提利昂·兰尼斯特深陷生死审判的漩涡；狭海彼岸，韦赛里斯·坦格利安则孤注一掷，企图以武力胁迫卓戈·卡奥为其夺回铁王座。
本集获得评论界广泛好评，君临城故事线的精妙布局与韦赛里斯故事线的戏剧性高潮备受赞誉。在美国本土，该集首播收视率达240万人次。

## 剧情

### 在君临城
瑟曦·兰尼斯特指控奈德绑架了提利昂·兰尼斯特，而劳勃国王则告诫奈德：若兰尼斯特与史塔克两家开战，王国将陷入无法统治的境地。随后，劳勃任命奈德为摄政王，自己则启程出门狩猎。
艾莉亚继续跟随西利欧·佛瑞尔学习剑术，而其姊珊莎则接受了乔佛里王子的道歉与项链馈赠——她全然不知这一切都是皇后瑟曦胁迫所致。
劳勃离宫期间，奈德获悉“魔山”格雷果·克里冈在河间地肆虐村庄的消息。意识到这是对提利昂被捕的报复，奈德下令贝里·唐德利恩伯爵缉拿格雷果，并传召其封君泰温·兰尼斯特为此负责。为防与兰尼斯特家族开战，奈德命艾莉亚与珊莎返回临冬城以保安全。珊莎宣称渴望与乔佛里诞下金发子嗣，此言促使奈德重审琼恩·艾林的调查：乔佛里并未继承劳勃及其先祖与私生子们标志性的黑发特征；奈德由此意识到乔佛里并非劳勃亲生。

### 在狭谷
提利昂说服莱莎·艾林召开审判庭，他在庭上戏谑地承认了多项罪名，却唯独否认与布兰遇害案及琼恩·艾林谋杀案有关。提利昂要求比武审判，佣兵波隆自愿为其出战。波隆以“不光彩”的方式击败了莱莎的冠军骑士，提利昂得以获释，波隆则成为其护卫——此举令莱莎与凯特琳大失所望。

### 在临冬城
布兰从一个关于三眼乌鸦的梦中醒来，并前往森林测试新马鞍。他在森林中遭遇野人袭击时，罗柏·史塔克和席恩·葛雷乔伊及时出现将他救出，并俘虏了野人中唯一的幸存者欧莎。

### 在维斯·多斯拉克
丹妮莉丝从火焰中取出一枚龙蛋却毫发无伤。她参与多希卡林仪式，生食种马心脏，预言腹中胎儿将成为统一所有卡拉萨的卡奥，并为其命名为雷戈——以纪念卓戈及其兄雷加（后者死于劳勃·拜拉席恩之手）。韦赛里斯因妹妹在多斯拉克人中日益增长的声望而恼怒，企图盗取丹妮莉丝的龙蛋以筹措军费，却被乔拉爵士当场制止。
醉酒的韦赛里斯持剑威胁其妹，卓戈允诺赐予他梦寐以求的“黄金宝冠”——在血盟卫制止韦赛里斯后，卓戈将熔化的金子浇在他的头上。丹妮莉丝冷眼旁观兄长在哀求声中焚身而亡，漠然地说道：“他不是真龙。烈火杀不死真龙。”

## 制作

### 编剧

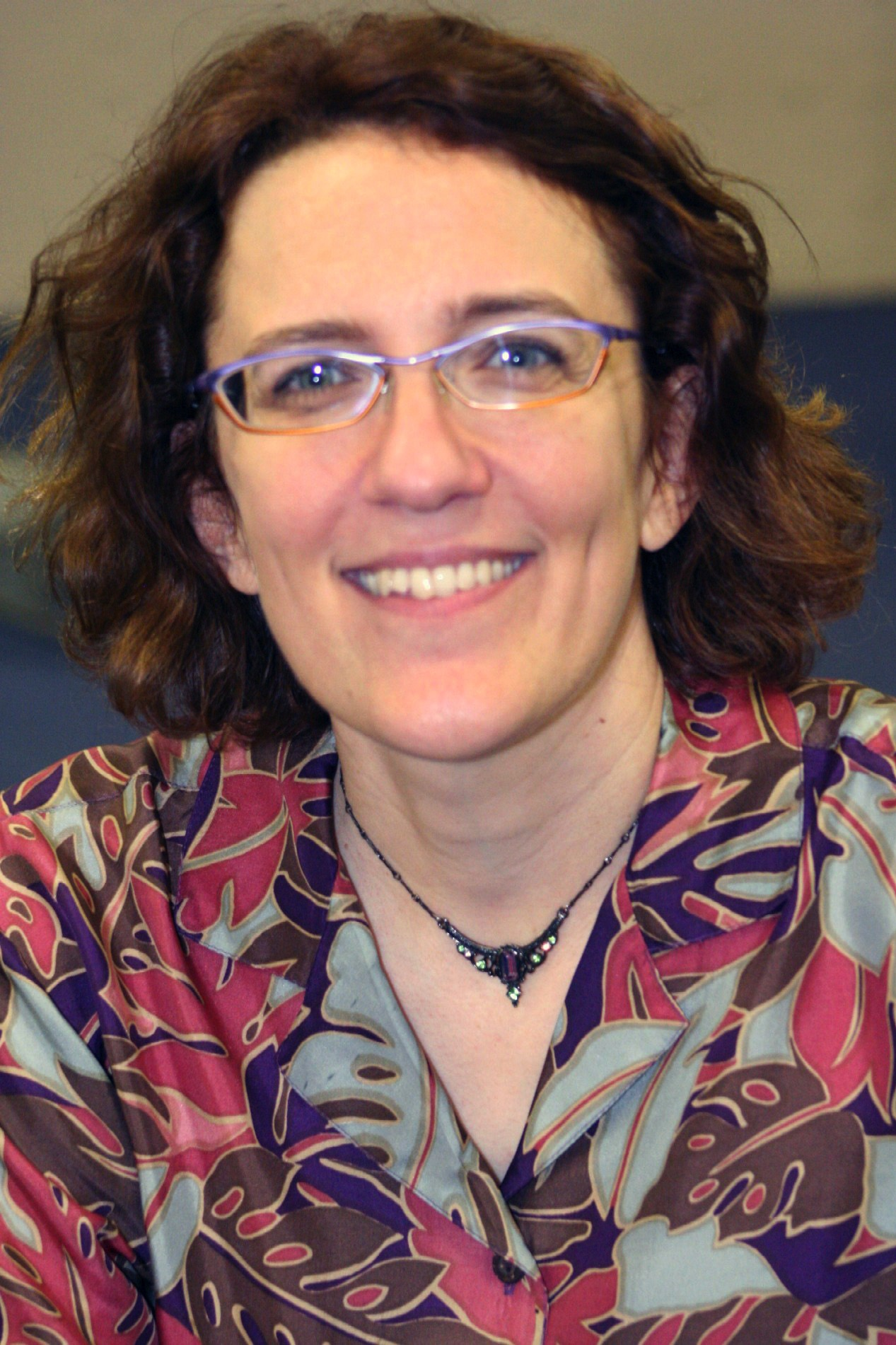
简·埃斯彭森在本集剧本创作中获得了联合署名权。

《黄金宝冠》这一集的剧本由由简·埃斯彭森、大卫·贝尼奥夫和D·B·魏斯共同撰写，故事基于贝尼奥夫和魏斯的构思，来自乔治·R·R·马丁的原著小说《权力的游戏》。这是埃斯彭森在该系列中唯一一次获得编剧署名。
这一集涵盖了书中的第38至41章、第44至45章以及第47章（《布兰V》、《提利昂V》、《艾德X》、《凯特琳VII》、《艾德XI》、《珊莎III》和《丹妮莉丝V》）。涉及琼恩说服伊蒙学士允许山姆威尔以管家身份加入守夜人的第42章（《琼恩V》）被从剧集中删除了（尽管该章节中部分艾里沙爵士的对话被保留使用），而第43章（《提利昂VI》）则被移至第8集。

### 选角
本集引入了后期故事中的常驻角色之一野人欧莎。原著作者乔治·R·R·马丁承认，这一角色的选角与他对角色的设想有所不同。他解释说，当他得知女演员娜塔莉亚·特纳被考虑出演欧莎时感到惊讶，因为他原本将欧莎构想为一个饱经风霜的年长女性，而这位女演员“太年轻、太漂亮了”。然而，当他看到试镜录像后，他被这种新的诠释方式说服了：“她的表现非常出色，我说，‘必须是她。’”。

### 舞台和道具

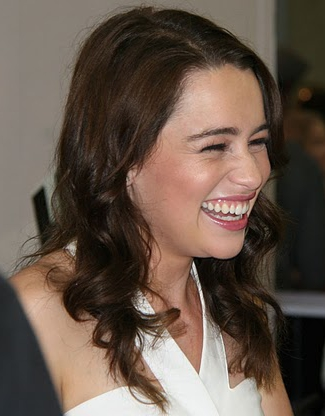
演员艾米莉亚·克拉克

本集中丹妮莉丝吃下马心的场景是在贝尔法斯特的彩绘大厅工作室拍摄的。在那里，剧组搭建了多斯拉克人的神庙，场景设定在其中——一个由木材和编织芦苇制成的大型半圆形结构，灵感来自沼泽阿拉伯人的建筑。据D·B·魏斯说，演员艾米莉亚·克拉克所吃的心脏“基本上是一个巨大的、三磅重的小熊软糖，表面涂满了假糖血——还吸引了真正的苍蝇”。在反复的拍摄中，克拉克不得不吃掉大量的假心脏，她说假心脏尝起来像漂白剂，并且由于添加了由“类似干意大利面”制成的瓣膜而变得坚韧和有嚼劲。克拉克在场景结束时几乎吐出了最后一点心脏的镜头中不需要表演，因为那时她已经接近呕吐了。
帮助奈德意识到乔佛里生父真相的族谱书是由布莱恩·考格曼编写的，他除了撰写第四集《跛子、私生子和废物》的剧本外，还担任了该剧的“知识大师”，编写了关于维斯特洛历史的背景内容，这些内容将包含在第一季的DVD和蓝光发行版中。考格曼写了两页文字，详细描述了四个贵族家族的世系。关于安柏家族的文本在第四集中展示，而拜拉席恩家族的文本出现在第六集中。考格曼还为坦格利安家族和罗伊斯家族撰写了文本，但相应的场景在《跛子、私生子和废物》的最终剧本中被删除，而坦格利安家族的页面则出现在了《黄金宝冠》中。考格曼称，他参考了小说和粉丝创建的网站《冰与火之歌》维基，并编造了无法找到来源的内容，甚至将一些互联网粉丝留言板名称用作内部笑话。

## 评价

### 评级
自该剧首播以来，收视率首次较前几周有所下降。本集首播吸引了240万观众，而前一集的观众数为260万。随着第二次播出，差距缩小，当晚总观众数达到320万，比前一周的330万少了10万。

### 主流评论
《黄金宝冠》获得评论家的积极评价。评论聚合网站烂番茄对该集的18条评论进行了调查，并认为其中100%的评价为正面，平均得分为8.92分（满分10分）。该网站的评论共识写道：“以人物为中心的《黄金宝冠》凸显了《权力的游戏》演员阵容的精彩程度，尤其是彼特·丁拉基饰演的提利昂，带来了特别有趣的喜剧效果。”AV Club的影评人艾米丽·范德沃夫（Emily VanDerWerff）给了本集A−的评分，AOL TV的专栏的莫琳·瑞安则给出了70分（满分100分）。HitFix的艾伦·塞宾沃尔在他的评论中将其标题定为“规则在这集精彩的剧集中被颠覆了。”Westeros.org的埃利奥·加西亚（Elio Garcia）和Televisionary的杰斯·莱科布（Jace Lacob）认为这是迄今为止该剧最好的一集。用杰斯·莱科布的话来说，“这一集围绕着大小变化展开，讲述了我们如何能够看清真相，这个真相一直站在我们面前很久。对于奈德来说，这是他意识到乔恩·艾林真正死因的时刻，意识到他从王室血统书中得知的可怕秘密，以及这对王座……以及维斯特洛七国的意义。对于丹妮莉丝来说，这是对她哥哥真正本性的残酷揭示，他对权力的贪欲以及他那肆意横行的心灵的扭曲。”
以韦赛里斯·坦格利安的“加冕”为高潮的多斯拉克场景受到了评论家的赞誉。詹姆斯·波尼沃齐克（James Poniewozik）在为 《时代》杂志撰文时，强调了演员哈里·劳埃德的表演“触动了自我认知，他在人性化一个反派角色方面做得非常出色”，而莫琳·瑞安则称赞他“出色地展示了这位冲动、残酷的贵族的人性一面”，并“在所有场景中让韦赛里斯保持在这一理智的边缘”。艾米莉亚·克拉克的表演也受到了赞扬，她从第一集中一个受惊的女孩到一个有力量的女性角色的转变得到了认可。范德沃夫评论了将这种演变从书页搬上银幕的难度，但总结说“克拉克和劳埃德在这里的表现远超预期。”IGN马特·福勒（Matt Fowler）也称赞了克拉克的演出，并指出丹妮莉丝选择看着韦赛里斯死去是“强有力的”，也是她角色性格中的一个重要转变。
评论家们广泛讨论的另一个方面是该集中呈现的道德困境：是在统治中采取务实的态度，还是坚持正义和荣誉的理想。这一困境在奈德召见泰温·兰尼斯特到法庭为其封臣格雷果·克里冈的罪行负责的场景中得到了体现。波尼沃齐克指出，奈德“似乎没有考虑自己还有其他选择：他被迫以国王的身份统治，发生了不公正的事情，法律要求一条通往正义的道路，他选择了它。这使他的决定变得容易，但可能会使他的生活和其他人的生活变得困难。”根据《大西洋月刊》的斯科特·梅斯洛（Scott Meslow）的说法，“奈德的原则一如既往地令人钦佩，他显然对正义感兴趣。但可悲的事实是，缺乏诡计使他变得高尚，也使他成为一个相当糟糕的国王。下令逮捕那个独自为你的王国提供资金的人是一个可怕的想法。”为Cultural Learnings撰稿的迈尔斯·麦克纳特（Myles McNutt）同意梅斯洛的观点，并总结道“在西维斯特洛，比一个鲁莽的人行使权力更危险的是一个正直的人做同样的事情，因为它威胁到了支撑劳勃国王这么久的脆弱统治框架。”

### 获奖和提名
| 年份 | 奖项                       | 类别                                         | 被提名人 | 结果 | 引用来源 |
| ---- | -------------------------- | -------------------------------------------- | --- | ---- | -------- |
| 2011 | 艾美奖黄金时段创意艺术     | 单镜头系列剧的杰出发型                       | 凯文·亚历山大和坎迪斯·班克斯 | 提名 | [ 21 ]   |
| 2011 | 艾美奖黄金时段创意艺术     | 电视剧、迷你剧、电影或特别节目的杰出假肢化妆 | 保罗·恩格伦、康纳·奥沙利文和罗布·特伦顿                                                                                         | 提名 | [ 21 ]   |
| 2011 | 艾美奖黄金时段创意艺术     | 喜剧或剧情类剧集杰出音效剪辑（一小时）       | 罗宾·奎因、史蒂夫·法纳根、艾奥汉·麦克唐纳、乔恩·史蒂文森、蒂姆·汉兹、斯蒂芬·亨里克斯、卡奥米·道尔、米歇尔·麦考马克和安迪·肯尼迪 | 提名 | [ 21 ]   |
| 2012 | 藝術指導工會傑出作品設計獎 | 一小时单镜头电视连续剧                       | 杰玛·杰克逊 | 提名 | [ 22 ]   |